# Affeltrangen
Affeltrangen (gsw. Afeltrange) – miejscowość i gmina (Politische Gemeinde) w północno-wschodniej Szwajcarii, w kantonie Turgowia, w okręgu (Bezirk) Weinfelden.  

## Demografia
W Affeltrangen mieszkają 2 634 osoby. W 2021 roku 17,7% populacji gminy stanowiły osoby urodzone poza Szwajcarią. 

## Transport
Przez teren gminy przebiegają drogi główne nr 16 i nr 466.